# Aretha Arrives
Aretha Arrives é o segundo álbum de estúdio da cantora americana de soul e lenda da música mundial Aretha Franklin.
Seu primeiro single lançado foi "Baby I Love You", que vendeu um milhão de cópias e alcançou o primeiro lugar em R&B e o quarto lugar na Billboard Hot 100, seguido por sua versão cover de "(I Can't Get No) Satisfaction" dos Rolling Stones, em 1968. As sessões iniciais do álbum foram adiadas porque Franklin quebrou o cotovelo em um acidente durante uma turnê pelo sul. Ela decidiu que estava pronta para gravar antes que seu médico a liberasse. Embora ainda não tivesse mobilidade total, ela fazia acompanhamento de piano nas músicas mais lentas e tocou apenas com a mão esquerda em "You Are My Sunshine". 
Em 2004, a Q classificou o álbum em primeiro lugar em sua lista de "20 Continuações Esquecíveis de Grandes Álbuns". 

## Faixas
| Lado A |                       |         |  |
| N.º    | Título                | Duração |  |
| 1.     | "Satisfaction"        | 2:35    |  |
| 2.     | "You Are My Sunshine" | 4:18    |  |
| 3.     | "Never Let Me Go"     | 2:50    |  |
| 4.     | "96 Tears"            | 2:12    |  |
| 5.     | "Prove It"            | 2:58    |  |
| 6.     | "Night Life"          | 3:10    |  |

| Lado B |                                       |         |  |
| N.º    | Título                                | Duração |  |
| 7.     | "That's Life"                         | 4:25    |  |
| 8.     | "I Wonder"                            | 4:21    |  |
| 9.     | "Ain't Nobody (Gonna Turn Me Around)" | 2:31    |  |
| 10.    | "Going Down Slow"                     | 4:27    |  |
| 11.    | "Baby, I Love You"                    | 2:39    |  |

| Críticas profissionais            | Críticas profissionais |
| Avaliações da crítica             | Avaliações da crítica  |
| Fonte                             | Avaliação              |
| --------------------------------- | ---------------------- |
| AllMusic                          | [ 3 ]                  |
| The Encyclopedia of Popular Music | [ 4 ]                  |

## Personnel
- Aretha Franklin – vocals, piano
- Jimmy Johnson, Joe South – guitarra
- Tommy Cogbill – baixo
- Roger Hawkins – bateria
- Teddy Sommer – vibrafone
- Spooner Oldham, Truman Thomas – piano, piano elétrico e orgão
- Charles Chalmers, King Curtis – saxofone tenor
- Tony Studd – trombone
- [Melvin Lastie – trompete
- Gene Orloff – director of string section
- The Sweet Inspirations – backing vocal em "Ain't Nobody"
- Aretha, Carolyn e Erma Franklin – backing vocal em "You Are My Sunshine", "96 Tears", "That's Life" and "Baby I Love You"
- Ralph Burns - trompa
- Arif Mardin, Tom Dowd - engenheiros de som, arranjadores.